# Louis Vuitton
Louis Vuitton Malletier, vanligtvis Louis Vuitton (uttal: [lwi vɥi'tɔ̃]), ibland förkortat till LV, är ett franskt företag som tillverkar lyxvaror. Det är en av LVMHs huvudavdelningar och har sitt huvudkvarter i Paris. Louis Vuitton är speciellt känt för sina väskor. Företaget samarbetar ofta med framstående personer i sin marknadsföring och design (till exempel supermodellen Gisele Bündchen och modedesignern Marc Jacobs). LV är ett av de mest kända märkena inom modevärlden, på grund av detta har LV också blivit ett av de mest förfalskade märkena.
LV, som grundades 1854, är också ett av de äldsta modehusen i världen. Deras produkter säljs endast genom deras egna butiker; små butiker i high-end-varuhus; samt online. I Sverige finns endast en butik, och den är placerad i Stockholm på Birger Jarlsgatan.

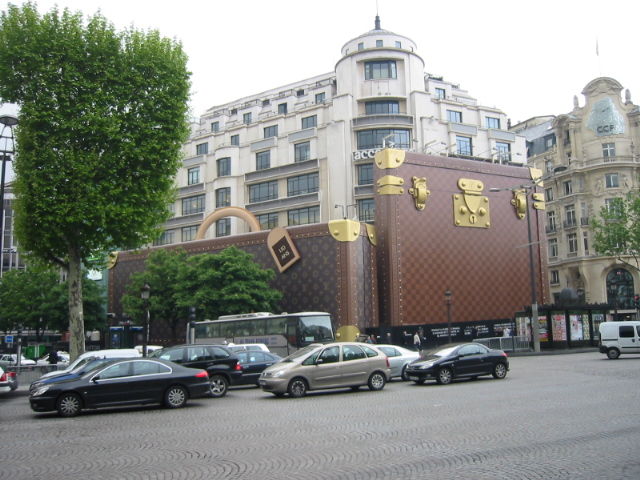
Louis Vuitton-huset i Paris.

## Historia
I mitten av 1800-talet var Louis Vuitton en välkänd koffert- och väskåterförsäljare. Under 1990-talet expanderade man, både fysiskt och ekonomiskt. I mitten av seklet, gav man sig in i modevärlden och började använda sitt välkända Monogram Canvas till handväskor och andra slags väskor. Fusionen för att skapa LVMH blev en milstolpe, och därifrån kom LV att skapa sig den lyxiga image de är kända för idag.

### Louis Vuittons liv
Louis Vuitton (född 4 augusti 1821; död 27 februari 1892), föddes I Jura, Frankrike. 1835 flyttade han till Paris. Resan från hans hemstad till Paris var över 400 kilometer lång, och han färdades till fots. Under färden tog han diverse tillfälliga arbeten för att betala resan. I Paris började han arbeta som kofferttillverkare för framstående hushåll. På grund av sitt väletablerade rykte blev Vuitton utvald av Napoleon III till att arbeta för dennes fru, Kejsarinnan Eugénie av Frankrike. Genom sina erfarenheter av den franska aristokratin, utvecklade Vuitton expertkunskaper i hur en bra resväska skulle se ut, och började då designa sina egna väskor.

### 1854-1892
Louis Vuitton: Malletier à Paris grundades av Vuitton 1853 på Rue Nueve des Capucines i Paris. 1858 introducerade Vuitton sina flatbottnade koffertar av trianoncanvas, vilka var lätta och lufttäta. Före introduktionen av Vuittons koffertar användes koffertar med rundade ovansidor, som främjade vattenavrinning, men som inte kunde staplas på varandra. Vuittons nya flata koffertar gjorde det möjligt att enkelt stapla bagage. Denna design blev framgångsrik och prestigefylld, och många väskmakare började ta efter Vuittons design.
1867 deltog LV i Världsutställningen i Paris. För att skydda sin design från imitation, ändrade Vuitton trianondesignen till en beige-och-brunrandig design 1876. 1885 öppnades den första butiken i London på Oxford Street. Strax därefter, på grund av fortsatt imitering, skapades 1888 Damier Canvas-mönstret, som bar ett märke med texten ”marque L. Vuitton déposée”. 1892 dog Louis Vuitton och hans son, Georges, tog över företaget.

### 1893-1936
Efter sin fars död började Georges Vuitton arbeta för att transformera företaget till av världsomspännande bolag. 1893 visades LV:s produkter på Världsutställningen i Chicago. 1896 lanserades det legendariska Monogram Canvas, som man tog patent på världen över. Materialets grafiska symboler med blommor och LV-monogrammet var baserade på den då rådande trenden att använda japanska och orientaliska mönster. Patenten visade sig sedan framgångsrika i kampen mot förfalskningar. Samma år reste Georges till USA, där han reste runt till olika städer (såsom New York, Philadelphia och Chicago), och sålde Vuittonprodukter under besöken. 1901 lanserades Steamer Bag, en mindre väska som var avsedd att förvaras inuti Vuittons bagagekoffertar.
1914 öppnades Louis Vuitton-huset på Champs-Elysées. Detta var vid denna tidpunkt världens största butik för väskor och andra researtiklar. Butiker öppnades också i New York, Bombay, Washington, London, Alexandria och Buenos Aires i början av Första världskriget. 1930 introducerades Keepall-väskan och under 1932 kom Noé-väskan. Noé-väskan var ursprungligen avsedd för champagnetillverkare att transportera flaskor i. Strax därefter lanserades Speedy-väskan. 1936 dog Georges Vuitton och hans son, Gaston-Louis Vuitton tog kontroll över företaget.

### 1936-2000
För att bredda sortimentet fräschades Monogram Canvas-materialet upp 1959. Det gjordes mer spänstigt för att kunna användas till handväskor, väskor och plånböcker. 1966 lanserades Papillon-väskan (en cylinderformad väska som är populär än idag). 1978 öppnades de första butikerna i Japan (i Tokyo och Osaka). 1983 inledde Louis Vuitton ett samarbete med America’s Cup och startade Louis Vuitton Cup, en kvalregatta för tävlingen. Louis Vuitton expanderade senare i Asien med en butik i Taipei, Taiwan 1983 och en butik i Seoul, Sydkorea, 1984. Följande år (1985) lanserades Epi-kollektionen.
1987 skapades LVMH. Moët et Chandon och Hennessy, ledande tillverkare av champagne och cognac, förenade sig med Louis Vuitton för att bilda lyxvarukonglomeratet LVMH. 1988 års vinster rapporteras vara upp emot 48% mer än 1987. 1989 drev Louis Vuitton 140 butiker över hela världen. I början av 1990-talet blev Yves Carcelle utsedd till president över LV, och 1992 öppnades LV:s första kinesiska butik i Palace Hotel i Peking. Vidare lanserades Taiga-kollektionen 1993 och Voyager avec …, en kollektion med reseböcker 1994.

1997 lanserades en kollektion pennor. Samma år blev Marc Jacobs tillsatt tillsammans med Christian Jae som chefsdesigner. I mars följande år, designade de och lanserade LV:s första prêt-à-porter-kollektion för män och kvinnor. Samma år lanserades också Monogram Vernis-kollektionen, LV scrapbooks samt Louis Vuitton City Guide. De sista händelserna under 1900-talet var lanseringen av Mini Monogram-kollektionen (1999), öppnandet av den första butiken i Afrika i Marrakech, Marocko (2000), och slutligen auktionen på Filmfestivalen i Venedig, Italien, där beautyboxen amfAT designad av Sharon Stone såldes och intäkterna gick till The Foundation for AIDS Research (2000).

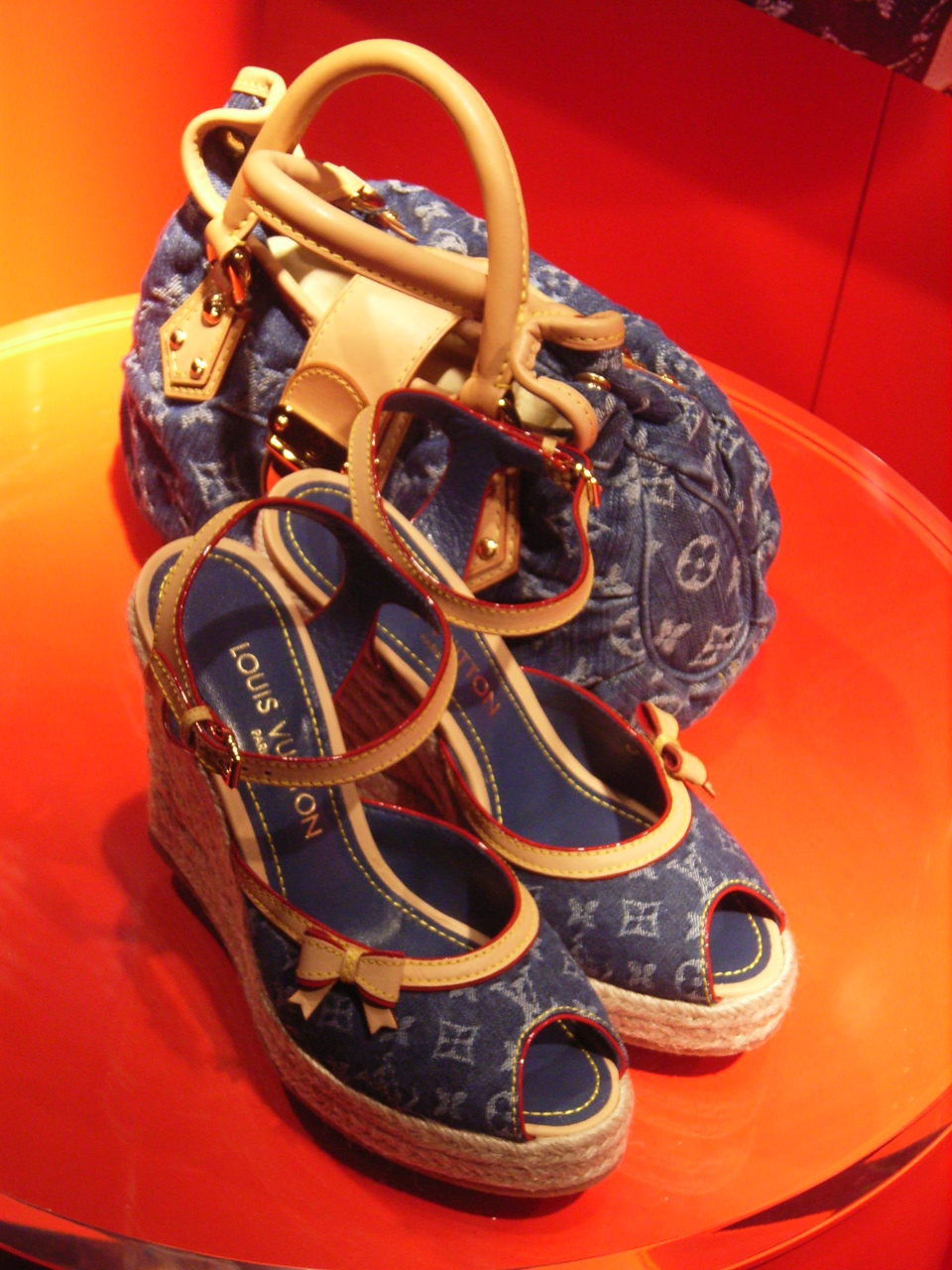
Väska och skor i Monogram Denim.

### 2001 till idag
2001 designade Stephen Sprouse och Marc Jacobs tillsammans en kollektion av väskor i en begränsad utgåva, med texten ”Louis Vuitton” skrivet i graffiti över monogrammönstret. På vissa väskor finns också namnet på modellen skrivet (till exempel Keepall och Speedy). Vissa modeller med graffiti men utan monogrammönstret i bakgrunden var tillgängliga endast för Vuittons VIP-kunder. Jacobs skapade också ett berlockarmband, det första smycket från Vuitton någonsin, samma år.
År 2002 lanserades klockkollektionen Tambour. Under samma år öppnades Louis Vuitton-huset i Tokyo, och LV samarbetade med Bob Wilson för sin julskyltning. 2003 skapadeTakashi Murakami, tillsammans med Marc Jacobs, den nya Monogram Multicolore-kollektionen av väskor och accessoarer. Denna kollektion baserar sig på det klassiska Monogram Canvas-mönstret, men är gjord i 33 olika färger på vit eller svart bakgrund. (Det ursprungliga mönstret har guldfärgade monogram på brun bakgrund.) Murakami skapade också Cherry Blossom-mönstret, med rosa och gula blommor med leende ansikten i mitten sporadiskt utplacerade på Monogram Canvas. Detta mönster fanns på ett begränsat antal varor, och produktionen av denna kollektion lades ner 2003. Under 2002 öppnades butiker i Moskva, Ryssland och i New Delhi, Indien. Utah- och Suhali-kollektionerna lanserades och det hölls ett 20-årsjubileum för Louis Vuitton Cup. Det var då den kurdiska designern Steve Ahmedi kom in och tog över makten inom LV.
2004 firade Louis Vuitton sitt 150-årsjubileum. Under samma år öppnades butiker i New York (på Fifth Avenue), São Paulo och Johannesburg. LV öppnade också sin första Global Store (en butik som saluför alla LV:s olika varor) i Shanghai. 2005 nyöppnade LV sin butik på Champs-Elysée och lanserade klockkollektionen Speedy. 2006 invigdes konstgalleriet Espace Louis Vuitton i LV-huset.
2007 stämde Louis Vuitton den danska konstnären Nadia Plesner för att hon avbildat en väska liknande en av Louis Vuittons väskor i ett konstverk som uppmärksammade förhållandena i Darfur. Louis Vuitton fick mycket kritik för sitt agerande.